# Маргарита фон Клеве
Маргарита/Маргарета фон Клеве (на немски: Margareta von Kleve; † 10 септември 1251) е графиня от Клеве и чрез женитба графиня на Гелдерн и Цутфен.
Тя е дъщеря на граф Дитрих IV фон Клеве († 1260) и първата му съпруга Матилда от Динслакен († ок. 1224). Сестра е на граф Дитрих primogenitus (* 1214, † 1245). Баща ѝ се жени втори път за Хедвиг фон Майсен († 1249).

## Фамилия
Маргарита фон Клеве се омъжва на 24 ноември 1240 г. в Ивор за граф Ото II фон Гелдерн († 1271). Те имат две дъщери::
- Елизабет († 31 март 1313), омъжена на 17 март 1249 г. за Адолф V граф на Берг († 1296)), син на Адолф IV граф на Берг
- Маргарета I († пр. 1286), омъжена пр. 1262 г. за Енгуеранд IV синьор на Куси викомт дьо Мо († 1312), син на Енгуеранд III

Ото II фон Гелдерн се жени втори път през 1252/1254 г. за Филипа дьо Дамартен († 14 април 1278/1281).